# 알고가
알고가는 국토해양부가 2003년 구축하였으며, 현재 교통안전공단에서 운영하는 수도권 대중교통 정보 이용 시스템으로 수도권(서울, 경기, 인천지역) 버스, 지하철 환승정보, 환승주차장 정보 등을 제공하고 있다. 최근에는 대중교통 이용활성화를 위해 탄소 배출량 감소에 기여효과도 제공하고 있다.